# Primorska Hrvatska
Hrvatskim primorjem nazivamo obalni prostor Hrvatskog Jadrana (između Dragonje i Prevlake), zagorski dio Dalmacije i sve hrvatske otoke.

## Klima
Na klimu Hrvatske važan utjecaj ima Atlantski ocean i Sredozemno more, dok na klimu primorske Hrvatske važna je blizina Ličke zavale i Panonske nizine. Klima je pretežno sredozemna (vruća ljeta, vlažne zime). Srednja srpanjska temperatura je 22°C. Druga klima u primorskoj Hrvatskoj je submediteranska ili prijelazna sredozemna. To je sredozemna klima pomiješana s kontinentskom. Tu postoji također i tzv. klima maslina (suha ljeta, suhe zime). Najviši dijelovi planina imaju planinsku klimu.

### Temperaturne značajke
Vrijednosti temperatura rastu od sjeverozapada prema jugoistoku i od obale prema otocima. Tijekom ljeta razlike u temperaturi zraka manje su izrazite nego zimi.

## Specifičnosti padalina u Hrvatskom primorju
Na jadranskoj pučini vrlo je malo padalina. Količina padalina raste od otoka prema obali i od sjeverozapada prema jugoistoku. Najveće količine padalina izluče se tijekom hladnijeg dijela godine, u jesen i zimi. Zbog male količine padalina ljeti ima sušnih razdoblja. Padaline su uglavnom u obliku kiše.

### Vjetrovi u primorskoj Hrvatskoj
- Bura - puše sa sjeveroistoka,hladan i suh vjetar.Poznat je po svojoj brzini(160km/h). Po jakoj buri su poznati: Senj, Rijeka, Makarska.
- Jugo - puše s jugoistoka,topao i vlažan vjetar. Donosi padaline, podiže visoke valove.
- Maestral - ugodan vjetar, puše sa sjeverozapada. Pogodan za jedrenje.

## Biljni pokrov
Na sastav biljnog pokrova utječu: zemljopisni položaj, reljef, klima, tlo, vode, i sastav stijena.
Glavne šumske zajednice:
- Sredozemlje - alepski bor (Mljet), dalmatinski crni bor (Hvar,Brač,Pelješac), hrast crnika (Rab, Pag, Krk, Cres, Hvar)
- Submediteran - hrast medunac, jasen (dolina Cetine, Neretve), bukva, bijeli grab (zaleđe,otoci). Makija je teško prohodna zajednica biljnog pokrova.

## Tlo primorske Hrvatske
Tlo je rastresiti pokrivač zemljine površine koji nastaje raspadanjem stijena, biljnih i životinjskih ostataka.
Tla:
- Crvenica - nastaje taloženjem netopivih minerala (vapnenca i dolomita)
- Smeđe tlo - u područjima s više padalina, i nižim tepmeraturama,na vapnencu i dolomitu.
- Aluvijalno tla i močvarna- plavljeni dijelovi riječnih dolina i polja u kršu. Meloracijom nastaje plodno tlo (Čepič polje, dolina Mirne, dolina Neretve)
- Fliš - naziv za nepropusne naslage koje se sastoje od lapora (taložna stijena sastavljena od gline i kalcita), pješćenjaka i vapnenca

## Zaštita prirode
- Nacionalni parkovi - prostrana područja izimnih prirodnih vrijednosti gdje je zabranjeno ugrožavanje prirode na bilo koji načini. To su: NP Krka (poznat po slapovima i vodopadima), NP Paklenica (doline Velike i Male Paklenice), NP Kornati (ima više od 140 otočića), NP Brijuni (14 otoka), NP Mljet (Veliko i Malo jezero)
- Parkovi prirode - prostrano područje s ekološkim, kulturnim vrijednostima, dopuštene su djelatnosti koje ne ugrožavaju prirodu. Parkovi prirode su Učka, Telaščica na Dugom otoku, Vransko jezero (Biograd), Biokovo, i djelomično Velebit, strogi rezervat.